# Aenigmatospora pulchra
Aenigmatospora pulchra är en svampart som beskrevs av R.F. Castañeda, Saikawa, Decock, Guarro & M. Calduch 1999. Aenigmatospora pulchra ingår i släktet Aenigmatospora, divisionen sporsäcksvampar och riket svampar.   Inga underarter finns listade i Catalogue of Life.